# Puig Gruí
El Puig Gruí és una muntanya de 164 metres que es troba al municipi de Palafrugell, a la comarca catalana del Baix Empordà.
Al cim podem trobar-hi un vèrtex geodèsic (referència 314101016).